# Herb Voland
Herbert Maurice Voland, detto Herb (New Rochelle, 2 ottobre 1918 – Riverside, 26 aprile 1981), è stato un attore statunitense.

## Biografia
Voland nacque a New Rochelle, New York e ha frequentato la Columbia University. Dopo la laurea, ha studiato all'American Theatre Wing prima di iniziare la sua carriera di attore professionista sul palcoscenico di Broadway, dove i suoi crediti includono Farewell, Farewell Eugene (1960) e Someone Waiting (1955). 
Dopo la seconda guerra mondiale, iniziò ad apparire in televisione durante l'età d'oro del medium e partecipò regolarmente a serie come Omnibus, The Philco Television Playhouse e Studio One.
Successivamente divenne noto per la sua prolifica interpretazione di personaggi televisivi degli anni '60 e '70 che erano più comunemente dirigenti burberi, ufficiali militari arroganti o poliziotti, sia in sitcom leggere che in drammi polizieschi.
Ha avuto diversi ruoli ricorrenti come: Neil Ogilvie in Arnie, Fred Hammond in Amore in soffitta,  Il generale Crandell Clayton in M*A*S*H,  Harry Masterson in Mr. Deeds Goes to Town  e il Dr. Butler in The Mothers-In-Law. Ha anche interpretato Osborne, un artista della truffa, in Sanford and Son.
È morto il 26 aprile del 1981 in California, a causa di un ictus. Fu cremato e in seguito le sue ceneri vennero sparse in mare.

## Filmografia parziale

### Cinema
- La caccia (The Chase), regia di Arthur Penn (1966)
- Gli spostati di North Avenue (The North Avenue Irregulars), regia di Bruce Bilson (1979)
- L'aereo più pazzo del mondo (Airplane!), regia di David Zucker (1980)
- La formula (The Formula), regia di John G. Avildsen (1980)

### Televisione
- Studio One – serie TV, un episodio (1957)
- La città in controluce (Naked City) – serie TV, un episodio (1961)
- Route 66 – serie TV, 2 episodi (1961)
- La parola alla difesa (The Defenders) – serie TV, (1964)
- Assistente sociale (East Side/West Side) – serie TV, un episodio (1964)
- Mr. Broadway – serie TV, un episodio (1964)
- Il virginiano (The Virginian) – serie TV, un episodio (1965)
- Perry Mason – serie TV, un episodio (1965)
- Strega per amore (I Dream of Jeannie) – serie TV, un episodio (1965)
- The Wackiest Ship in the Army – serie TV, (1965)
- F.B.I. – serie TV, un episodio (1965)
- Amore in soffitta (Love on a Rooftop) – serie TV, 19 episodi (1966-1967)
- Viaggio in fondo al mare (Voyage to the Bottom of the Sea) – serie TV, un episodio (1966)
- Al banco della difesa (Judd for the Defense) – serie TV, (1967)
- Mannix – serie TV, un episodio (1967)
- Vita da strega (Bewitched) – serie TV, 6 episodi (1967-1972)
- The Mothers-In-Law – serie TV, 3 episodi (1968-1969)
- Mr. Deeds Goes to Town – serie TV, 8 episodi (1969)
- Arnie – serie TV, 19 episodi (1970-1972)
- M*A*S*H – serie TV, 7 episodi (1972-1973)
- Sanford and Son – serie TV, un episodio (1973)
- Happy Days – serie TV, un episodio (1974)
- Arcibaldo – serie TV, un episodio (1975)
- Wonder Woman – serie TV, un episodio (1976)
- Starsky & Hutch – serie TV, un episodio (1977)
- I Jefferson (The Jeffersons) – serie TV, un episodio (1977)
- Love Boat (The Love Boat) – serie TV, un episodio (1978)

## Doppiatori italiani
Nelle versioni in italiano delle opere in cui ha recitato, Herb Voland è stato doppiato da:
- Carlo Buratti in Amore in soffitta
- Giancarlo Padoan in Happy Days
- Arturo Dominici in Starsky & Hutch
- Giampaolo Rossi ne I Jefferson